# Cruriraja parcomaculata
Cruriraja parcomaculata és una espècie de peix de la família dels raids i de l'ordre dels raïformes.

## Morfologia
- Els mascles poden assolir 55 cm de longitud total.[6][7]

## Reproducció
És ovípar i les femelles ponen càpsules d'ous, les quals presenten com unes banyes a la closca i fan 4,5 cm de llarg i 2,4 cm d'ample.

## Alimentació
Menja petits crustacis, calamars, poliquets i cucs.

## Hàbitat
És un peix marí i d'aigües profundes (28°S-40°S) que viu entre 150–620 m de fondària.

## Distribució geogràfica
Es troba a l'oceà Atlàntic sud-oriental: des de Lüderitz (Namíbia) fins a Durban (Sud-àfrica).

## Observacions
És inofensiu per als humans.